# Аерограф

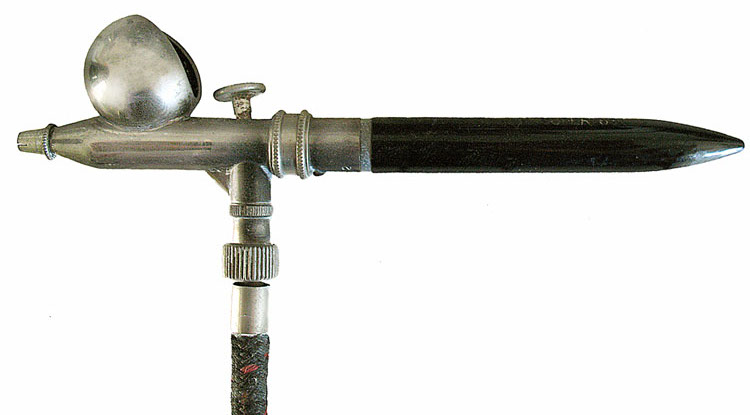
Аерограф

Аеро́граф (грец. αηρ — повітря та γραφω — пишу) — прилад для нанесення тонкого шару фарби за допомогою стисненого повітря.
Аерографи різних розмірів і конструкцій використовуються для фарбування тканин і керамічних виробів, при виготовленні театральних декорацій і великих настінних плакатів, в альфрейних роботах, а також для ретушування фотонегативів і фотовідбитків.